# Eremobelba hamata
Eremobelba hamata är en kvalsterart som beskrevs av Hammer 1961. Eremobelba hamata ingår i släktet Eremobelba och familjen Eremobelbidae. Inga underarter finns listade i Catalogue of Life.